# Basskajávrre
Basskajávrre, enligt tidigare ortografi Pastajaure, är en sjö i Jokkmokks kommun i Lappland och ingår i Luleälvens huvudavrinningsområde. Sjön har en area på 0,963 kvadratkilometer och ligger 891 meter över havet. Sjön avvattnas av vattendraget Gárddevárjåhkå.

## Delavrinningsområde
Basskajávrre ingår i det delavrinningsområde (744885-155320) som SMHI kallar för Utloppet av Pastajaure. Medelhöjden är 1 047 meter över havet och ytan är 4,82 kvadratkilometer. Räknas de 6 avrinningsområdena uppströms in blir den ackumulerade arean 99,17 kvadratkilometer. Gárddevárjåhkå som avvattnar avrinningsområdet har biflödesordning 3, vilket innebär att vattnet flödar genom totalt 3 vattendrag (Darreädno (Tarraätno), Lilla Luleälven, Luleälven) innan det når havet efter 345 kilometer. Avrinningsområdet består mestadels av kalfjäll (80 procent). Avrinningsområdet har 0,97 kvadratkilometer vattenytor vilket ger det en sjöprocent på 20 procent.